# Севасти Кирязи
Севасти Кирязи-Дако (на албански: Sevasti Qiriazi-Dako) е албанска възрожденка, просветна деятелка, пионер в борбата с неграмотността сред албанките.

## Биография
Севасти Кирязи е родена в 1871 година в Битоля, тогава в Османската империя, сега в Северна Македония. Приема протестантизма заедно с братята и сестрите си. С поддръжката на Наим Фрашъри е първата албанка учила в американския протестантски Робърт колеж в Цариград, който завършва в 1891 г. Връща се в Корча и на 15 октомври 1891 година открива там първото девическо светско училище, подпомагана от брат си Герасим Кирязи и малката си сестра Параскеви Кирязи. Публикува граматика за началните училища (Битоля, 1912) и е редактира учебник по история.
В 1914 година, след гръцката окупация на Корча, училището е затворено и Севасти, заедно със съпруга си журналиста и писател Кристо Анастас Дако (1878 - 1941) и сестра си Параскеви бяга в Румъния. По-късно емиграрат в САЩ, където от 1917 до 1920 година публикуват двуседмичното списание „Ил и Мънгесит“, в което излизат статии, свързани с Албания - политика, общество, история, филология, литература и фолклор. По-късно преподава в Истанбул, а после се завръща в Албания. Участва в Елбасанския конгрес и работи в Комисията за контрол върху учебниците. Пише „Основна граматика за началните училища“. Сътрудничили с Исмаил Кемали, председател на Албанската национална партия. Умира в 1949 г.